# 葉爾特廖瓦河
葉爾特廖瓦河是俄羅斯的河流，屬於克季河的右支流，由托木斯克州負責管轄，河道全長332公里，流域面積5,240平方公里，流經西西伯利亞平原，河水主要來自雨水和融雪，每年十月至翌年五月結冰。